# Lutale (Tanzania)
Lutale è una circoscrizione rurale (rural ward) della Tanzania situata nel distretto di Magu, regione di Mwanza. Conta una popolazione di 12 307 abitanti (censimento 2012).